# Molophilus belone
Molophilus belone là một loài ruồi trong họ Limoniidae. Chúng phân bố ở miền Australasia.